# Liberia i olympiska sommarspelen 1980
Liberia deltog i öppningsceremonin vid de olympiska sommarspelen 1980 med en trupp bestående av sju deltagare men anslöt sig sedan till den av USA ledda bojkotten mot spelen.